# Le Train des jouets
Le Train des jouets était une émission de télévision luxembourgeoise d'appel annuel à la générosité des enfants présentée par Jean Stock, Valérie Sarn, Jean-Claude Thieltgen, Marylène Bergmann, Jean-Luc Bertrand, Michèle Etzel et Georges Lang sur Télé Luxembourg puis RTL Télévision à partir de 1978.

## Principe de l'émission
Le train RTL Télévision traversait une fois par an plusieurs gares de Belgique, Luxembourg et de l'Est de la France pour récolter des jouets et assurait un spectacle à chaque étape présenté par tous les animateurs vedettes de la chaîne. Il s'agissait de demander aux enfants, tantôt d'apporter un jouet (neuf) qu'ils ne voulaient plus, pour ainsi les redistribuer aux plus démunis, tantôt pour demander quelques pièces de monnaie à placer dans une boîte d'allumettes joliment décorée par leurs mains innocentes.
Plusieurs artistes se partageaient la vedette sur une scène improvisée directement sur le quai ou en sortie de gare, le tout, monté en un minimum de temps, pour se plier aux aléas des différentes régies de chemins de fer. 
Cette action d'appel à la générosité des téléspectateurs eut plusieurs déclinaisons, notamment Le Train de la Crèche (en 1980), Le Train Blanc (en 1981), Le Train des Étoiles (en 1988) et Le Train des Enfants (en 1992).

## Genèse de l'émission
La première édition du Train des Jouets a été lancée au cours de l'hiver 1978, à l'occasion de la fête de Saint-Nicolas avec le concours de la Croix-Rouge internationale. Cette opération était alors intégrée dans l'émission La Bonne Franquette, le programme méridien de Télé Luxembourg, et consistait en un déplacement des animateurs de la chaîne, accompagnés de chanteurs de variété, chargés de collecter les jouets donnés par le public. Au cours de quatre journées, ceux-ci avaient parcouru le réseau ferroviaire de l'Est de la France, du Luxembourg et de la Belgique francophone, ce qui permettait au public de venir à la rencontre des présentateurs et des artistes qui se produisaient lors des arrêts en gare, avec une participation au cortège de la Saint-Nicolas dans les rues de Metz en 1979. La première année, 60 000 jouets avaient ainsi été recueillis.

Devant le succès de la première édition du Train des Jouets en 1978, l'opération devint annuelle et fut confiée à Jean-Claude Thieltgen pour devenir une émission saisonnière à part entière.

Cette opération est inspirée d'une émission de promotion de Radio Luxembourg de 1957, Le Train de l'Amitié, mettant en scène la prestation de vedettes de la chanson qui traversaient la France en compagnie des animateurs de la station.

## Reprise du Concept
RTL-TVI, la filiale belge de RTL Group, s'inspira du train des jouets pour créer le train du Télévie, qui circula entre plusieurs gares de Belgique francophone lors dès premières éditions de l'émission caritative.
Lors de la 20e édition de l'opération, le train a repris du service après de nombreuses années d'absence.

#### Vidéo
- Extrait du train des jouets 1983.